# Trifosfat de sodi
|  | No s'ha de confondre amb Fosfat de trisodi. |

El trifosfat de sodi és un compost inorgànic que conté el catió sodi(1+) {\displaystyle {\ce {Na+}}} i l'anió trifosfat {\displaystyle {\ce {P3O10^5-}}} la qual fórmula química és {\displaystyle {\ce {Na5P3O10}}}. Es fabrica a gran escala com a component de molts productes industrials i de la llar, especialment detergents. El seu ús ocasiona problemes d'eutrofització.

## Propietats
Es presenta en forma de pols blanca. La seva densitat és de 2,52 g/cm³, el seu punt de fusió 622 °C i és soluble en aigua (20 g en 100 g d'aigua a 20 °C i 86,5 g en 100 g d'aigua a 100 °C) i insoluble en etanol. Una dissolució aquosa a l'1 % dona un pH bàsic, entre 9,1 i 10,2.

## Obtenció
La producció industrial del trifosfat de sodi es basa en la reacció de l'àcid fosfòric {\displaystyle {\ce {H3PO4}}} amb l'hidrogencarbonat de sodi {\displaystyle {\ce {NaHCO3}}} segons la reacció:
{\displaystyle {\ce {3H3PO4 + 5NaHCO3 -> Na5P3O10 + 7H2O + 5CO2}}}
Seguidament es torra en un forn giratori a una temperatura entre 400 °C i 600 °C.

## Aplicacions

Esquema de l'estructura d'un quelat de trifosfat amb un catió M

El trifosfat de sodi té una gran importància industrial, puix que troba aplicació, per les seves propietats segrestants, en la indústria de detergents, en l'ablaniment d'aigües dures i com a additiu alimentari (estabilitzant i regulador de l'acidesa E 451i).
Com a detergent s'empra en els detergents en pols per a roba i per a renta-vaixelles. Les seves funcions són les d'aconseguir un pH alt o bàsic, que és necessari per a l'acció detergent; formar quelats i segrestar cations calci(2+) i magnesi(2+) de les aigües dures que, en cas contrari, reaccionarien amb d'altres detergent impedint que realitzassin la seva funció netejadora; segrestar altres cations, com el ferro(3+) o el manganès(2+), que taquen la roba; i mantenir en suspensió els greixos i la pols per a que puguin ser rentats.

## Problemes mediambientals

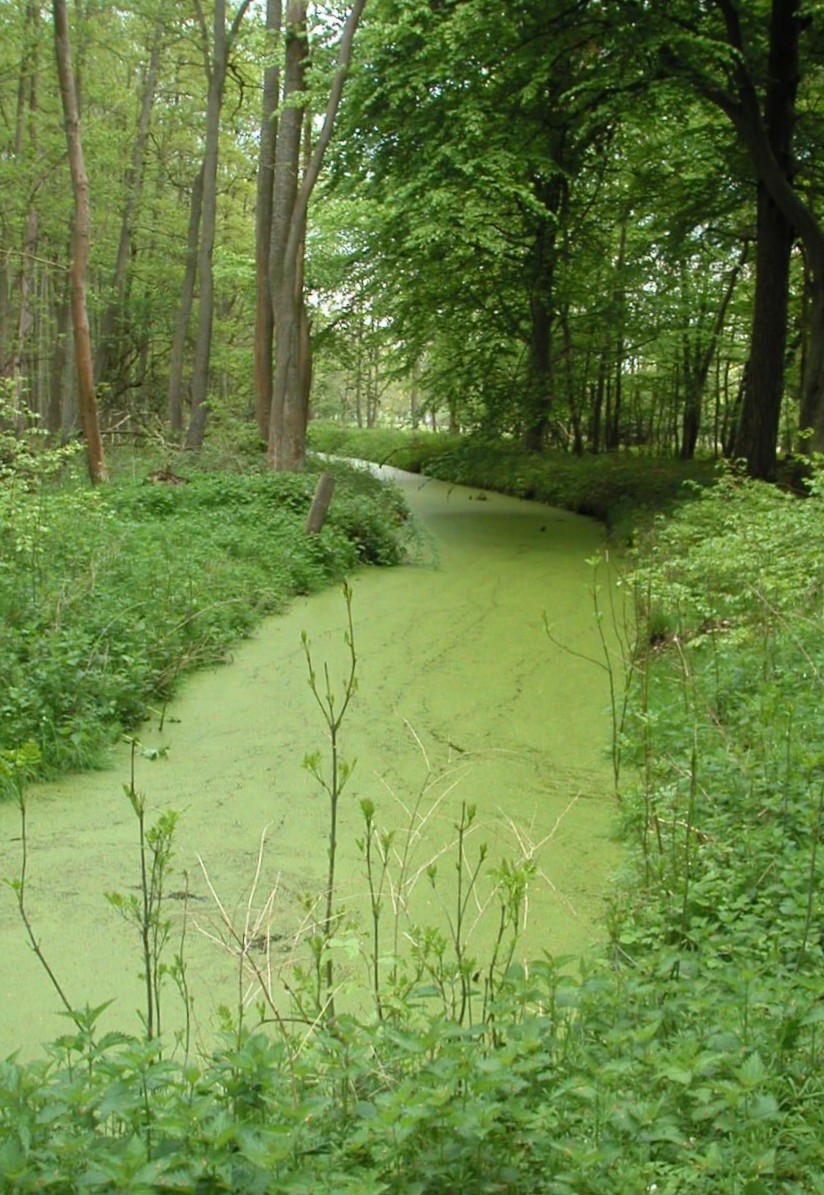
Riu eutrofitzat

L'ús de trifosfat de sodi emprat en els detergents en pols per a la neteja de roba i de vaixelles fa que una vegada finalitzada la seva funció sigui arrossegat amb les aigües grises i vagi a una depuradora d'aigua. En les depuradores s'ha d'eliminar el trifosfat de sodi perquè en retornar-se l'aigua al medi ambient produiria problemes d'eutrofització en ecosistemes aquàtics, això és, un creixement massiu d'algues i bacteris als llacs i rius, acabant amb l'oxigen dissolt, la qual cosa ocasionaria la mort d'altres éssers vius perquè no disposarien d'oxigen suficient per poder respirar ja que les algues l'esgotarien i també impedirien que se'n dissolgués més des de l'aire degut a la capa superficial que formarien.
Per reduir aquest problema s'ha proposat substituir el trifosfat de sodi per altres compostos així com limitar-ne el seu ús en els detergents per a us domèstic. Des del 2017 a la Unió Europea la quantitat màxima per dosi normal s'ha establert en 0,3 g de fòsfor per a les pastilles dels rentaplats i des del 2013 un màxim de 0,5 g de fòsfor per a detergents en pols de les rentadores. Actualment ja hi ha fabricants que produeixen detergents sense fosfats.